# Galijica
Galijica je otočić u sjevernom dijelu Ravskog kanala, između Dugog otoka i Rave. Od Dugog otoka je udaljen oko 670 metara, a najbliži otok je Mrtovnjak, oko 230 metara sjeverno.
Površina otoka je 3.212 m2, duljina obalne crte 248 m, a visina oko 4 metra.